# Michael Jary
Pour les articles homonymes, voir Jary.
Michael Jary, né Maksymilian Michał Jarczyk à Laurahütte (Empire allemand, aujourd'hui Siemianowice Śląskie, en Pologne) le 24 septembre 1906 et mort à Munich (Allemagne) le 12 juillet 1988, est un compositeur allemand d'origine polonaise. Il utilise également les noms de Max Jantzen et de Jackie Leeds comme pseudonyme.

## Biographie

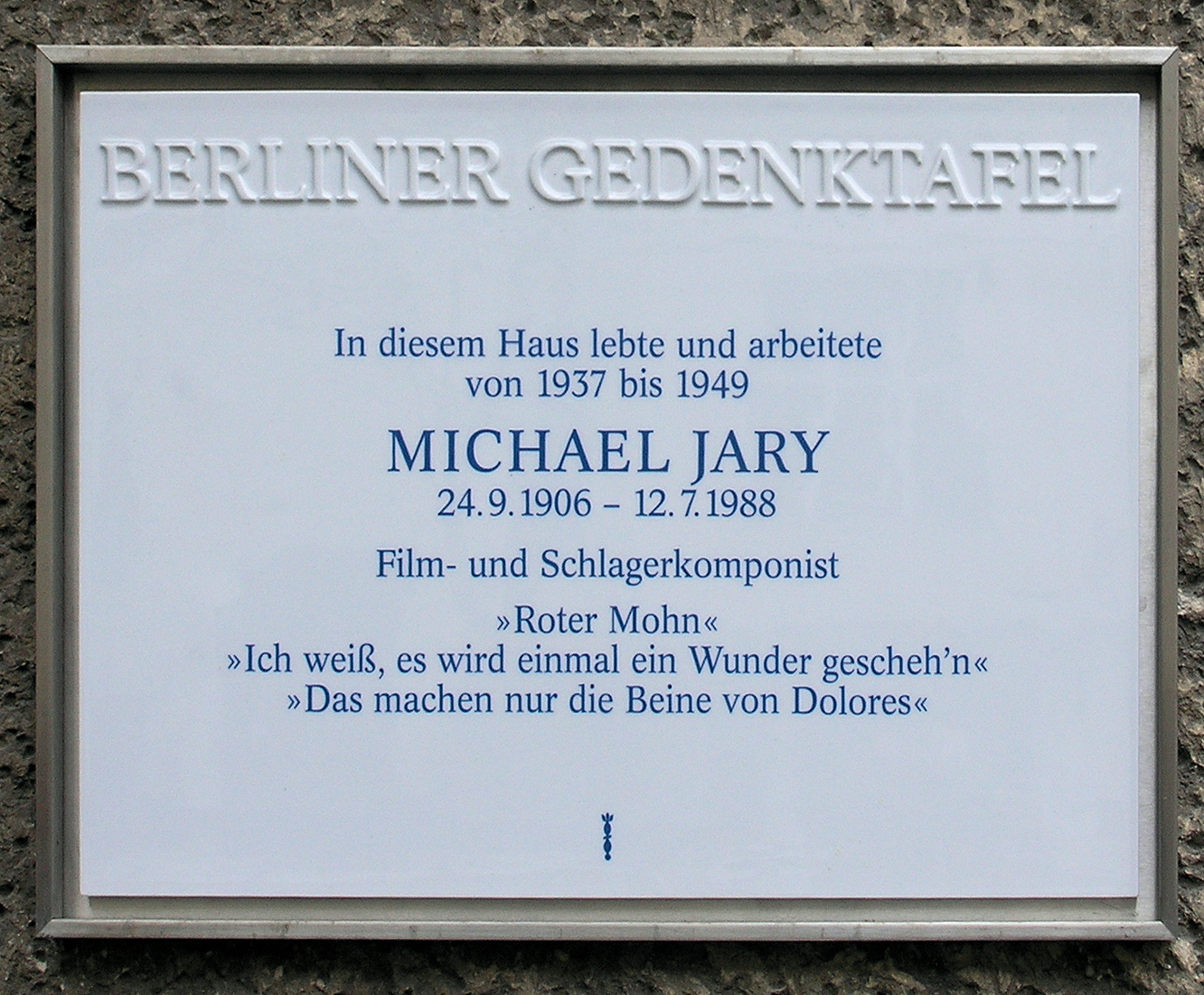
Plaque souvenir, Fasanenstr 60, Berlin-Wilmersdorf

Michael Jary est le frère du compositeur Herbert Jarczyk (de). Il est le père de l'écrivaine Micaela Jary (de).

## Filmographie partielle

### Comme compositeur
- 1939 : Der Florentiner Hut
- 1942 : Un grand amour (Die große Liebe) de Rolf Hansen
- 1950 : Gabriela
- 1952 : Valse dans la nuit
- 1954 : Columbus entdeckt Krähwinkel
- 1957 : Les Nuits du Perroquet vert

## Récompenses et distinctions
- Croix d'officier de l'ordre du Mérite de la République fédérale d'Allemagne